# Héricourt-sur-Thérain
Héricourt-sur-Thérain és un municipi francès, situat al departament de l'Oise i a la regió dels Alts de França. L'any 2007 tenia 114 habitants.

## Demografia

### Població
El 2007 la població de fet de Héricourt-sur-Thérain era de 114 persones. Hi havia 41 famílies de les quals 8 eren unipersonals (4 homes vivint sols i 4 dones vivint soles), 12 parelles sense fills, 17 parelles amb fills i 4 famílies monoparentals amb fills.
La població ha evolucionat segons el següent gràfic:
Habitants censats

### Habitatges
El 2007 hi havia 50 habitatges, 43 eren l'habitatge principal de la família i 6 eren segones residències. Tots els 50 habitatges eren cases. Dels 43 habitatges principals, 36 estaven ocupats pels seus propietaris, 5 estaven llogats i ocupats pels llogaters i 2 estaven cedits a títol gratuït; 1 tenia dues cambres, 2 en tenien tres, 16 en tenien quatre i 25 en tenien cinc o més. 38 habitatges disposaven pel capbaix d'una plaça de pàrquing. A 21 habitatges hi havia un automòbil i a 21 n'hi havia dos o més.

### Piràmide de població
La piràmide de població per edats i sexe el 2009 era:
| Homes | Edats   | Dones |
| ----- | ------- | ----- |
| 0     | 95 o +  | 0     |
| 0     | 90 a 94 | 0     |
| 0     | 85 a 89 | 0     |
| 4     | 80 a 84 | 0     |
| 0     | 75 a 79 | 0     |
| 4     | 70 a 74 | 0     |
| 4     | 65 a 69 | 4     |
| 4     | 60 a 64 | 4     |
| 0     | 55 a 59 | 4     |
| 12    | 50 a 54 | 0     |
| 0     | 45 a 49 | 4     |
| 4     | 40 a 44 | 4     |
| 4     | 35 a 39 | 8     |
| 0     | 30 a 34 | 0     |
| 4     | 25 a 29 | 0     |
| 0     | 20 a 24 | 0     |
| 4     | 15 a 19 | 4     |
| 0     | 10 a 14 | 0     |
| 4     | 5 a 9   | 0     |
| 8     | 0 a 4   | 0     |

## Economia
El 2007 la població en edat de treballar era de 73 persones, 50 eren actives i 23 eren inactives. De les 50 persones actives 46 estaven ocupades (30 homes i 16 dones) i 4 estaven aturades (4 dones i 4 dones). De les 23 persones inactives 1 estava jubilada, 10 estaven estudiant i 12 estaven classificades com a «altres inactius».
Activitats econòmiques
Dels 6 establiments que hi havia el 2007, 1 era d'una empresa de fabricació d'altres productes industrials, 1 d'una empresa de construcció, 3 d'empreses de comerç i reparació d'automòbils i 1 d'una empresa classificada com a «altres activitats de serveis».
Dels 3 establiments de servei als particulars que hi havia el 2009, 1 era un taller de reparació d'automòbils i de material agrícola, 1 fusteria i 1 perruqueria.
L'únic establiment comercial que hi havia el 2009 era una adrogueria.
L'any 2000 a Héricourt-sur-Thérain hi havia 9 explotacions agrícoles que ocupaven un total de 430 hectàrees.

## Poblacions més properes
El següent diagrama mostra les poblacions més properes.